# Niweat Siriwong
Niweat Siriwong (Nakhon Phanom, 18 de julho de 1977) é um futebolista profissional tailândes, defensor.
Possui vasta carreira internacional, já tendo disputado diversas partidas pela Seleção Tailandesa de Futebol.